# LeRoy Larson
LeRoy Wilbur Larson, född 4 september 1939 i Clearwater County, Minnesota, död 25 december 2020, var en amerikansk musiker och musiketnolog. 
Redan under uppväxten hade Larson intresse för gammaldags skandinavisk musik. Han avlade kandidatexamen i musikpedagogik vid Bemidji State University och arbetade sedan som musiklärare. Senare avlade han masterexamen vid Indiana University och doktorerade 1975 i musiketnologi vid University of Minnesota. Hans avhandling handlar om norsk folkmusik i Minnesota.
Larson var en av initiativtagarna till skivbolaget Banjar Records och gjorde inspelningar med det egna bandet The Minnesota Scandinavian Ensemble. Orkestern har bland annat spelat på USA:s kongressbibliotek samt i radio och TV. Vid sidan av orkestern gjorde sig Larson ett namn som banjoist och gjorde insatser för den amerikanska sångskrivartraditionen. Larson var därutöver aktiv som kompositör, diktare och musikproducent. År 1989 mottog Larson å The Minnesota Scandinavian Ensembles vägnar Minnesota Music Award.
Larsons etnologiska samling förvaras hos University of Wisconsin–Madison och innehåller material om skandinavisk folkmusik i Minnesota, Wisconsin och Iowa.